# Rasovi
Rasovi – nieformalne określenie kilku głównych ekstremistycznych dygnitarzy ruchu ustaszy w Niepodległym Państwie Chorwackim (NDH) podczas II wojny światowej
Do Rasovi zaliczano początkowo 5 głównych działaczy ruchu ustaszy, którzy powrócili wraz z Ante Paveliciem z Włoch do Chorwacji po ustanowieniu Niezależnego Państwa Chorwackiego 10 kwietnia 1941 r. Należeli do nich: Dido Kvaternik, Ante Moškov, Vilko Pečnikar, Ivo Herenčić i Erih Lisak. Mieli oni bardzo duży wpływ na politykę rządu NDH i osobiście na poglavnika A. Pavelicia, posiadając jednocześnie dużą samodzielność własnych działań. Po konflikcie klanu Kvaterników z poglavnikiem i usunięciu marszałka Slavko Kvaternika ze stanowiska ministra wojny i głównodowodzącego Chorwackimi Siłami Zbrojnymi na pocz. stycznia 1943 r., liczba Rasovi zmniejszyła się do 4. Dołączyli wówczas do nich 3 wysocy stopniem i wpływowi wojskowi Sił Zbrojnych Ustaszy: płk Vjekoslav "Maks" Luburić, płk Vjekoslav Servatzy i płk Rafael Boban. Do końca istnienia NDH Rasovi wywierali przemożny wpływ na politykę władz NDH.
Rasovi i ich zwolennicy reprezentowali skrajne poglądy polityczne, głosząc hasła rasistowskie (wyższość katolickich Chorwatów nad prawosławnymi Serbami), faszystowskie, a wręcz narodowo socjalistyczne oraz opowiadając się za jak najbliższym sojuszem z III Rzeszą. Odpowiadali za największe zbrodnie dokonywane na Serbach, Żydach, Cyganach, komunistach, a także tych Chorwatach, którzy nie popierali NDH. Byli też zamieszani w skrytobójcze zabójstwa kilku dygnitarzy i wojskowych chorwackich (m.in. gen. Ivana Prpicia, który otwarcie krytykował mordy na serbskiej ludności cywilnej, czy gen. Franjo Šimicia). Największe wpływy Rasovi mieli wśród ustaszy, natomiast stosunkowo nieduże wśród kadry dowódczej Chorwackiej Domobrany. Przeciwstawiali się im także niektórzy ministrowie.